# Никольский сельсовет (Волоколамский район)
Никольский сельсовет — упразднённая административно-территориальная единица, существовавшая на территории Московской губернии и Московской области в 1929—1972 годах.
Никольский сельсовет был образован в 1929 году в составе Волоколамского района Московского округа Московской области путём объединения Петровского и Чеклевского с/с бывшей Калеевской волости.
17 июля 1939 года к Никольскому с/с были присоединены селения Носово и Отчищево упразднённого Носовского с/с, а также Ефимьево упразднённого Рахмановского с/с.
4 января 1952 года в Никольский с/с из Ситниковского с/с было передано селение Лелявино.
26 декабря 1962 года Волоколамский район был переименован в Волоколамский сельский, в состав которого вошёл Никольский с/с.
21 ноября 1964 года Волоколамский сельский район был переименован в Волоколамский, в состав которого вошёл Никольский с/с.
25 января 1972 года Никольский с/с был упразднён. При этом его территория была передана в Теряевский с/с.